# اسلوپ کلاس اکلیپس
اسلوپ کلاس اکلیپس (به انگلیسی: Eclipse-class sloop) یک کلاس از اسلوپ‌ها است که طول آن ۲۱۲ فوت (۶۴٫۶ متر) می‌باشد.